# جوليان بيلي (ممثل)
جوليان بيلي هو ممثل كندي، ولد في 25 مايو 1977 في كندا. من الجوائز التي نالها جائزة إيمي داي تايم ‏.

## جوائز
- جائزة إيمي داي تايم [الإنجليزية]‏

## وصلات خارجية
- جوليان بيلي على موقع IMDb (الإنجليزية)
- جوليان بيلي على موقع ألو سيني (الفرنسية)
- جوليان بيلي على موقع أول موفي (الإنجليزية)
- جوليان بيلي على موقع قاعدة بيانات الفيلم (الإنجليزية)
- جوليان بيلي على موقع كينوبويسك (الروسية)